# Love & Emotion (canção)
"Love & Emotion" (em português:  Amor e Emoção) é o primeiro single do álbum Love & Emotion, lançado pelo cantor de freestyle Stevie B em 1990. É a primeira canção de Stevie B a entrar no Top 15 da Billboard Hot 100, e também o primeiro a entrar na parada de singles da Alemanha, onde conseguiu a posição #31. Um videoclipe também foi gravado para a canção.

## Faixas
7" single
| N.º | Título                        | Duração |  |
| 1.  | "Love & Emotion" (LP Version) | 3:41    |  |
| 2.  | "Love & Emotion" (Mean Edit)  | 3:28    |  |

12"/CD single
| N.º | Título                               | Duração |  |
| 1.  | "Love & Emotion" (LP Version)        | 3:41    |  |
| 2.  | "Love & Emotion" (Mean Mix)          | 7:54    |  |
| 3.  | "Love & Emotion" (Rhythm Method Mix) | 6:07    |  |
| 4.  | "Love & Emotion" (Nasty B-Boy Mix)   | 5:40    |  |

12" Promo single
| N.º | Título                               | Duração |  |
| 1.  | "Love & Emotion" (Mean Mix)          | 7:54    |  |
| 2.  | "Love & Emotion" (Mean R&B 7 Edit)   | 3:12    |  |
| 3.  | "Love & Emotion" (LP Version)        | 3:41    |  |
| 4.  | "Love & Emotion" (Rhythm Method Mix) | 6:07    |  |
| 5.  | "Love & Emotion" (Nasty B-Boy Mix)   | 5:40    |  |
| 6.  | "Love & Emotion" (Hot Radio Edit)    | 3:21    |  |

12" Promo single
| N.º | Título                               | Duração |  |
| 1.  | "Love & Emotion" (Mean R&B 12" Edit) | 6:08    |  |
| 2.  | "Love & Emotion" (Mean R&B 7 Edit)   | 3:12    |  |

## Posições nas paradas musicais
| Parada musical (1990)                               | Melhor posição |
| --------------------------------------------------- | -------------- |
| Alemanha - Germany Top 100 Singles                  | 31             |
| Canadá - Canada RPM Top 100 Singles                 | 55             |
| Canadá - Canada RPM Dance/Urban                     | 2              |
| Estados Unidos - Billboard Hot 100                  | 15             |
| Estados Unidos - Hot Dance Music/Club Play          | 43             |
| Estados Unidos - Hot Dance Music/Maxi-Singles Sales | 21             |

| Parada de fim de ano (1990)                     | Melhor posição |
| ----------------------------------------------- | -------------- |
| Canadá - Canada RPM Top 50 Dance Tracks of 1990 | 45             |